# Championnat d'Islande de football 1964
Navigation
Saison précédente Saison suivante
La saison 1964 du Championnat d'Islande de football était la 53e édition de la première division islandaise. Les 6 clubs jouent les uns contre les autres lors de rencontres disputées en matchs aller et retour.
C'est le club d'ÍBK Keflavík qui termine en tête du championnat et remporte le premier titre de champion d'Islande de son histoire, pour sa 5e saison parmi l'élite. C'est seulement le 6e club à être sacré (après le Fram, le KR, Valur, Vikingur et l'IA Akranes) en 52 éditions. C'est également le 7e obtenu par un club basé hors de Reykjavik.
En bas de classement, la relégation doit se jouer sur un match de barrage puisque le promu, þrottur Reykjavik termine à égalité de points avec le Fram Reykjavik. Le champion 1962 remporte la rencontre 4-1 au stade de Laugardalsvöllur et se maintient en 1. Deild. 

## Les 6 clubs participants
| \| Reykjavik : · Fram - Valur - KR - þrottur IA Akranes ÍBK Keflavík \| Clubs participants |
| Reykjavik : · Fram - Valur - KR - þrottur IA Akranes ÍBK Keflavík                          |

| Club              | Classement 1963 | Stade            | Ville     |
| ----------------- | --------------- | ---------------- | --------- |
| IA Akranes        | 2               | Akranesvöllur    | Akranes   |
| Fram Reykjavik    | 4               | Laugardalsvöllur | Reykjavik |
| ÍBK Keflavík      | 5               | Njarðvíkurvöllur | Keflavík  |
| KR Reykjavik      | 1               | Laugardalsvöllur | Reykjavik |
| þrottur Reykjavik | 2. Deild        | Laugardalsvöllur | Reykjavik |
| Valur Reykjavik   | 3               | Laugardalsvöllur | Reykjavik |

1. ↑  Le club est basé à Keflavík mais dispute ses matchs au stade de Njarðvík cette saison

## Compétition

### Classement
Le barème de points servant à établir le classement se décompose ainsi :
- Victoire : 2 points
- Match nul : 1 point
- Défaite : 0 point

| Rang | Équipe              | Pts | J  | G | N | P | Bp | Bc | Diff |
| ---- | ------------------- | --- | -- | - | - | - | -- | -- | ---- |
| 1    | ÍBK Keflavík        | 15  | 10 | 6 | 3 | 1 | 25 | 13 | +12  |
| 2    | ÍA Akranes          | 12  | 10 | 6 | 0 | 4 | 27 | 21 | +6   |
| 3    | KR Reykjavik T C    | 11  | 10 | 4 | 3 | 3 | 16 | 15 | +1   |
| 4    | Valur Reykjavik     | 8   | 10 | 3 | 2 | 5 | 19 | 24 | -5   |
| 5    | Fram Reykjavik      | 7   | 10 | 2 | 3 | 5 | 16 | 20 | -4   |
| 6    | Þrottur Reykjavik P | 7   | 10 | 2 | 3 | 5 | 14 | 24 | -10  |

|  | Qualifié pour la Coupe d'Europe des clubs champions 1965-1966 |
|  | Qualifié pour la Coupe des Coupes 1965-1966                   |
|  | Barrage pour la relégation en 2. Deild                        |

### Matchs
| Résultats (▼dom., ►ext.)                                   | Fra | þrot | Akr | Kef | KR  | Val |
| Fram Reykjavik                                             |     | 1-0  | 2-3 | 0-0 | 0-0 | 0-0 |
| Þrottur Reykjavik                                          | 2-1 |      | 2-7 | 1-2 | 2-2 | 4-2 |
| ÍA Akranes                                                 | 1-4 | 3-1  |     | 1-3 | 4-2 | 3-1 |
| ÍBK Keflavík                                               | 6-5 | 0-0  | 2-0 |     | 1-1 | 5-1 |
| KR Reykjavik                                               | 1-0 | 4-0  | 1-4 | 3-2 |     | 0-1 |
| Valur Reykjavik                                            | 7-3 | 2-2  | 3-1 | 1-4 | 1-2 |     |
| - Victoire à domicile - Match nul - Victoire à l'extérieur |     |      |     |     |     |     |

#### Match pour la relégation
| 19 septembre 1964 | Fram Reykjavik | 4 - 1 | þrottur Reykjavik | Laugardalsvöllur, Reykjavik |  |
|                   |                |       |                   |                             |  |
|                   | (Rapport)      |       |                   |                             |  |

## Bilan de la saison
| Tableau d'Honneur                 |              |
| Compétition                       | Vainqueur    |
| Championnat d'Islande de football | ÍBK Keflavík |
| Coupe d'Islande de football       | KR Reykjavik |

| Qualifications européennes                   |              |
| Coupe d'Europe des clubs champions 1965-1966 | Qualifié     |
| 1er tour                                     | ÍBK Keflavík |
| Coupe des Coupes 1965-1966                   | Qualifié     |
| 1er tour                                     | KR Reykjavik |

| Promotion et relégation |                   |
| Relégué en 2. Deild     | þrottur Reykjavik |
| Promu en 1. Deild       | ÍBA Akureyri      |

## Meilleurs buteurs
| # | Buteurs               | Clubs             | Nb de Buts |
| - | --------------------- | ----------------- | ---------- |
| 1 | Eyleifur Hafsteinsson | IA Akranes        | 10         |
| 2 | Hermann Gunnarson     | Valur Reykjavik   | 9          |
| 3 | Ellert B. Schram      | KR Reykjavik      | 8          |
| 4 | Haukur þorvalðsson    | þrottur Reykjavik | 7          |